# Samtgemeinde Gartow
De Samtgemeinde Gartow is een Samtgemeinde in de Duitse deelstaat Nedersaksen. Het is een samenwerkingsverband van vijf kleinere gemeenten in het oosten van Landkreis Lüchow-Dannenberg. Het bestuur is gevestigd in Gartow.

## Deelnemende gemeenten
- Gartow
- Gorleben
- Höhbeck
- Prezelle
- Schnackenburg

Het op het kaartje in het kader donkerder grijs gekleurde gebied is het gemeentevrije gebied Gartow. Het heeft een oppervlakte van 50,94 km², is onbewoond en bestaat grotendeels uit bos en heide.
De Samtgemeinde ligt in de streek Wendland.
Het in de Samtgemeinde gelegen Gorleben is vanaf circa 1970 met name bekend geworden van zoutkoepel Gorleben, een opslagplaats die is gebouwd voor radioactief afval.
Schnackenburg, dat aan een oude tolplaats aan de Elbe ligt, verkreeg van lokale landheren in 1373 stadsrechten. Het is één der kleinste stadjes  van Duitsland.  Schnackenburg lag van 1949-1990 aan de Duits-Duitse grens. Aan de grensperikelen, waar het plaatsje in die tijd mee kampte, is het Grenzlandmuseum  aldaar gewijd.
Bergen an der Dumme · 
Clenze · 
Damnatz · 
Dannenberg · 
Gartow · 
Göhrde · 
Gorleben · 
Gusborn · 
Hitzacker · 
Höhbeck · 
Jameln · 
Karwitz · 
Küsten · 
Langendorf · 
Lemgow · 
Lübbow · 
Lüchow · 
Luckau · 
Neu Darchau · 
Prezelle · 
Schnackenburg · 
Schnega · 
Trebel · 
Waddeweitz · 
Woltersdorf · 
Wustrow · 
Zernien